# Tragiscoschema elegantissimum
Tragiscoschema elegantissimum là một loài bọ cánh cứng trong họ Cerambycidae.